# Aceclofenaco
O aceclofenaco é um fármaco pertencente a família dos anti-inflamatórios antirreumáticos.

## Indicações
O aceclofenaco está indicado para o tratamento de processos álgicos e inflamatórios tais como: odontalgias, traumatismos, dores musculares (ex: lombares), dores pós-cirúrgicas (pós-episiotomia, após extração dentária), periartrite escapuloumeral, reumatismos extra-articulares. Também é eficaz no tratamento crônico de processos inflamatórios como artrite reumatoide, osteoartrite e espondilite anquilosante.
É indicado no tratamento de diversos tipos de inflamações e dores causadas por processos inflamatórios, reumatismo extra-articular, gota, estados dolorosos pós-operatórios, tendinite, dor muscular, luxação, periartrite (inflação do tecido em torno das articulações), distensão e muitos outros.

## Contraindicações
É contra indicado para pacientes sensíveis ao aceclofenaco, podendo causar hemorragia gastrointestinal, Rinite, úlcera péptica, pólipos nasais associados brocoespasmos induzidos por ácido acetilsalicílico.
Também é contra indicado para as gestantes.